# Hesperolinon californicum
Hesperolinon californicum är en linväxtart som först beskrevs av George Bentham, och fick sitt nu gällande namn av John Kunkel Small. Hesperolinon californicum ingår i släktet Hesperolinon och familjen linväxter. Inga underarter finns listade i Catalogue of Life.